# Avaldsnes IL
El Avaldsnes Idrettslag o Avaldsnes IL es un club deportivo noruego con sede en Avaldsnes, Rogaland. Fue fundado el 16 de junio de 1937. El club tiene secciones para fútbol y balonmano y es más conocido por su sección de fútbol femenino que compite en la  Toppserien, máxima categoría del fútbol femenino en Noruega.

## Fútbol femenino
El equipo femenino comenzó a jugar en 1989, ganando la 1ª División de Noruega Occidental en 1997, antes de que el equipo se disolviera en 1999 y luego resucitara en 2002. La sección de fútbol femenino juega en la Toppserien, máxima categoría del fútbol femenino noruego, tras su ascenso desde la segunda división en 2012, convirtiéndose en el primer club de Karmøy en jugar en la máxima liga de cualquier deporte en Noruega. Llegaron a la final de la Copa Femenina de Noruega en 2013 y 2015, pero se les escapó el título en ambas ocasiones.
La internacional Cecilie Pedersen ha formado parte de la selección de Noruega mientras jugaba en el Avaldsnes.
Terminaron la temporada 2015 en segundo lugar, su mejor resultado en la Toppserien hasta la fecha, y se clasificaron para la UEFA Women's Champions League 2016-17.

## Palmarés
- Copa de Noruega: 2017.